# Jafar Valibeyov
Jafar Mehdi oglu Valibeyov (en azerí: Cəfər Mehdi oğlu Vəlibəyov; Agarakavan, 1907 - Bakú, 1981) fue el Primer Secretario del Comité del Partido del Raión de Amasiay, Periodista de Honor de la RSS de Armenia (1971).

## Biografía
Jafar Valibeyov nació en pueblo de Agarakavan en el año 1907.
A la edad de 22 años trabajó como director del Teatro dramático estatal azerbaiyano de Ereván. A la edad de 25 años fue Secretario del Comité Komsomol del Raión de Vardenis. Después tarabajo como editor del periódico "Maldarlıq cəbhəsində" publicado en el raión de Amasiay. Jafar Valibeyov también fue Secretario del Comité del Partido del Raión de Amasiay.
De 1938 a 1947 Jafar Valibeyov fue editor del periódico "Armenia Soviética". Entre 1947 y 1949 fue Primer Secretario del Comité del Partido del Distrito de Karabajlar. En 1949 Jafar Valibayov fue nuevamente nombrado editor de "Armenia Soviética" y dirigió el equipo editorial hasta 1961.
Jafar Valibeyov falleció en la ciudad de Bakú en el año 1981.